# Cryphoeca shingoi
Cryphoeca shingoi is een spinnensoort uit de familie van de waterspinnen (Cybaeidae).
De wetenschappelijke naam van de soort werd in 2007 gepubliceerd door Hirotsugu Ono.